# برنارد اوكوروانتا
برنارد اوكوروانتا (بالإنجليزية: Bernard Okorowanta)‏ (11 ديسمبر 1986 بلاغوس في نيجيريا - ) هو لاعب كرة قدم نيجيري في مركز الوسط. لعب مع بايلسا يونايتد وسيفاسبور ونادي إنييمبا إنترناشونال ونادي مكابي تل أبيب وواري وولفز وHakoah Amidar Ramat Gan F.C. ‏ وUnion Bank F.C. ‏.

## روابط خارجية
- برنارد اوكوروانتا على موقع اتحاد تركيا (لاعب) (الإنجليزية)
- برنارد اوكوروانتا على موقع قاعدة بيانات كرة القدم.إي يو (الإنجليزية)